# Castel Rubein
Castel Rubein (in tedesco Schloss Rubein) è un castello medievale situato a Merano, nel quartiere di Maia Alta (Obermais).

## Storia
Fu eretto probabilmente all'inizio del XIII secolo dai signori di Rubein, ministeriali dei conti di Tirolo e la sua prima menzione in documenti scritti è del 1220.
Dopo l'estinzione della famiglia Rubein nel 1388, seguirono molti proprietari tra cui i signori di Starkenberg, i Rottenburg e i Mareccio. Nel 1536 il castello era parte dei possedimenti dei Vanga.
Nel 1875 il maniero fu acquisito dal conte Brandis e nel 1880 passò al barone Franz von Reyer. Quest'ultimo iniziò una ristrutturazione degli edifici, che continuò poi in maniera più profonda con la contessa Anna Asseburg-Wolff-Metternich e suo marito il conte Camille du Parc-Locmarià, dal 1883 proprietari del castello. I loro discendenti ne sono tuttora in possesso.
L'imponente struttura, circondata da un parco di 5 ettari, ospita oggi un hotel e viene utilizzato per convegni.
Nel 2012 vi sono state girate alcune scene del film "Il principe abusivo" di Alessandro Siani.

## Struttura
Il nucleo originale del castello è costituito dal mastio, alto 21 metri e utilizzato inizialmente come casatorre, probabilmente senza alcuno scopo difensivo. Nel corso del tempo vi furono aggiunti altri edifici come il palazzo residenziale a nord-ovest e il palazzo loggiato a sud.
Nel 1984 all'interno e all'esterno della loggia furono scoperti degli affreschi. Risalgono probabilmente al 1540 e sono attribuiti a Bartlmä Dill Riemenschneider che lavorò su commissione dei Vanga. Rappresentano scene tratte dal vangelo, cosa abbastanza rara visto che decorazioni del genere di solito ritraggono temi profani. Tra il XVII e il XVIII secolo furono ricoperti da colorazioni uniformi poiché ritenuti passati di moda.
Nello stesso palazzo è racchiusa anche la cappella tardogotica del castello che risale al 1455. Fu rimodernata in periodo barocco con la copertura degli originali affreschi medievali che sono stati riscoperti in tempi recenti grazie a un restauro finanziato dalla Fondazione Messerschmitt.